# Rosslare Strand
Rosslare (auch: Rosslare Strand im Unterschied zu Rosslare Harbour, irisch Ros Láir, deutsch: mittlerer Wald) ist ein Dorf im County Wexford im Südosten der Republik Irland unmittelbar an der Irischen See. 2022 zählte die Ortschaft mit der Agglomeration 1795 Einwohner.

## Lage
Rosslare liegt etwa 15 Kilometer südsüdöstlich von Wexford unmittelbar an der Irischen See. Die R736 kreuzt sich hier mit der R740. Rosslare ist seit mehr als 100 Jahren ein bekanntes Seebad. Kein anderer Ort in Irland hat mehr Sonnenstunden als Rosslare. Der Bahnhof wird über die Bahnstrecke Dublin–Rosslare bedient. Die Bahnstrecke Limerick–Rosslare ist mittlerweile für den Abschnitt Waterford–Rosslare geschlossen.

## Geschichte
1901 ließ Guglielmo Marconi in Rosslare eine Sende- und Empfangsstation errichten. Im Winter bzw. zum Jahreswechsel 1924–1925 wurde das Rosslare Fort weggespült.
Am 13. August 1974 stießen hier zwei Personenzüge zusammen. Tote waren keine zu verzeichnen, aber 15 teilweise Schwerverletzte.

## Persönlichkeiten
- Bryan Patrick Beirne (1918–1998), Entomologe